# Kennosuké
Kennosuké (剣之助さま, Kennosuke Sama) est un manga d'Akira Toriyama publié dans le Weekly Shonen Jump numéro 38 d'août 1987 et édité en français en 1998 par Glénat dans Akira Toriyama Histoires Courtes volume 2.

## L'histoire
Un jeune garçon très bien élevé, Kennosuke, se rend à son premier rendez-vous galant. Ne sachant pas du tout de quoi il retourne, il enquête auprès de son entourage avec discrétion de sorte que personne ne se rende compte que c'est sa première fois.

## Analyse
En 1987, Toriyama dessine une nouvelle histoire qui se situe dans un univers médiéval japonais : "Kennosuke Sama". Tout y est : bonsaï, maisons anciennes et jardin de pierre. L'auteur crée de nouveau des décalages humoristiques basé sur le contraste en un univers traditionnel et des brèves incursions d'objets modernes. On retrouve un cochon animorphe comme Oolon. Le personnage principal, Kennosuke, est d'un caractère très sérieux conférant à l'histoire une ambiance tout aussi sérieuse. Kennosuke finira par devoir combattre contre des brigands. C'est donc un manga de kung-fu sur fond de romance.

## Adaptation
Kennosuke Sama a été adapté au cinéma, en juillet 1990 dans une version de cinquante minutes, dans la même Toei Anime Fair spéciale "Akira Toriyama - The World" que Pink et le sixième film de Dragon Ball. C'est Akira Toriyama lui-même qui a réalisé ce petit film.